# キム・ゲバエルト
キム・ゲバエルト（Kim Gevaert、1978年8月5日・ルーヴェン - 、女性）は、ベルギーの陸上競技短距離走選手。
2006年に行われたヨーロッパ陸上選手権では、100mと200mの両種目で優勝し、2冠を達成した。
翌年の世界陸上大阪大会の4×100mリレーにおいて、ベルギーチームのアンカーを務め、銅メダルを獲得した。この種目においては、世界陸上・オリンピックを通じて、ベルギー初のメダルとなった。
さらに北京オリンピックでは、4×100mリレーで金メダルを獲得した。
キム・ゲバールトの表記もあり、日本ではこの呼称が多く用いられている。

## 主な成績
- 2002年ヨーロッパ陸上選手権

100m　2位（11秒22）
200m　2位（22秒53）
- 2004年世界室内陸上選手権

60m　2位（7秒12）
- 2006年世界室内陸上選手権

60m　3位（7秒11）
- 2006年ヨーロッパ陸上選手権

100m　優勝（11秒06）
200m　優勝（22秒68）
- 2007年世界陸上選手権

100m　5位（11秒05）
4×100mリレー　3位（42秒75）
- 北京オリンピック

4×100mリレー　2位（42秒54、ベルギー記録）

## 記録
- 60m　　7秒10  　（2007年3月3日）
- 100m　11秒04　（2006年7月9日）
- 200m　22秒20　（2006年7月9日）
- 400m　51秒45　（2005年5月8日）

なお、これらの記録はいずれもベルギー記録である。